# Eumelea feliciata
Eumelea feliciata là một loài bướm đêm trong họ Geometridae.